# Maria Giulia Pinheiro
Maria Giulia Pinheiro (São Paulo, 1990) é poeta, dramaturga e performer. Vencedora da edição de 2022 do Prémio Nova Dramaturgia de Autoria Feminina com o texto Isso não é relevante. Criou e coordena o Núcleo de Dramaturgia Feminista, que desde 2020 passou a ser online e pelo qual já passaram mais de 300 pessoas de 8 países (Angola, Austrália, Brasil, Colômbia, Chile, Holanda, Moçambique e Portugal). Com o Núcleo lançou os livros Mentiras e outros pequenos furtos: um inventário da verdade (Editora Urutau, 2021) e Epistolária: cartas para a desobediência, a beleza e o fim (Editora Urutau, 2022) além do podcast Corte Perfeito Para. Antes do Núcleo ser online, esteve no Pequeno Ato, em São Paulo, desde 2016.   
Em 2020, ficou em 4. Lugar na Copa do Mundo de Poetry Slam, da França, representando Portugal e, em 2018, também em 4. lugar no Slam BNDS Nacional da FLUP - Festa Literária das Periferias, na Cidade de Deus, Rio de Janeiro. 
é autora dos espetáculos: "Mais um Hamlet",  "Bruta Flor do Querer", "Alteridade", "O amor é uma ilha. De edição" e "Isso não é relevante". 
Desde 2019 circula os países de língua portuguesa com o espetáculo "A Palavra Mais Bonita" e vive entre Brasil e Portugal.

é autora dos livros: Da Poeta ao Inevitável, (Editora Patuá, 2013), Alteridade (Selo do Burro, 2016), Avessamento (Editora Urutau, 2017),  30 (POEMAS DE AMOR) PARA (OS) 30 (ANOS DE ALGUÉM QUE NUNCA AMEI TANTO ASSIM) (Editora Urutau, 2020) e Isso não é relevante (Douda Correria, 2022).